# Хуан Алварез
Хуан Непомусено Алварес Уртадо де Луна (шп. Juan Nepomuceno Álvarez Hurtado de Luna) је био мексички генерал, дугогодишњи каудиљо (регионални вођа) у јужном Мексику и вршилац дужности председника Мексика током два месеца 1855. након што су либерали збацилили Антонија Лопеза де Санта Ану.
Алварез је стекао моћ у Тери калијенте, у јужном Mексику уз подршку домородачких сељака чије је земље штитио. Борио се уз друге хероје устанка Хосеа Марију Морелоса и Висентеом Герером у Мексичком рату за независност, а борио се у свих већим ратовима свог времена од Рату пецива, Мексичко-америчком рату, Реформском рату и у Другoj францускoj интервенцији у Мексику. Као либерални реформатор, републиканац и федералиста, био је вођа револуције у подршци плану из Ајутле 1854, која је довела до збацивања Санта Ане са власти и почетка политичке ере мексичке историје познате ке као Либерална реформа.